# Андоррський демократичний центр
Андоррський демократичний центр (кат. Centre Demòcrata Andorrà) — християнсько-демократична політична партія в князівстві Андорра. Ця політична партія виступає проти нелегальної імміграції до Андорри, але за соціальну державу.

## Історія
На парламентських виборах у 2005 році об'єднання Андоррського демократичного центру і партії 21 століття отримало 11% голосів і 2 депутатських місця в парламенті Андорри. 
У 2009 році партія була офіційно розпущена через розбіжності між її членами. Разом з партією 21 століття Андоррський демократичний центр увійшов до складу партії Новий Центр.